# Cybister reichei
Cybister reichei är en skalbaggsart som beskrevs av Aubé 1838. Cybister reichei ingår i släktet Cybister och familjen dykare. Inga underarter finns listade i Catalogue of Life.